# Герб Полтавської області
Герб Полта́вської о́бласті — символічний знак, що виражає історичні й духовні традиції Полтавщини. Разом із прапором становить офіційну символіку органів місцевого самоврядування та виконавчої влади Полтавської області. Герб затверджений 30 січня 1998 р. XIII сесією обласної ради 22 скликання.

## Опис
Щит розділений на чотири частини малиновим ромбом, перетятим срібно-лазуровим хвилястим поясом. В першій частині щита в лазуровому полі золотий лапчастий хрест. У другій — в золотому полі червона підкова. В третій — в золотому полі червоне серце. В четвертій — в лазуровому полі золотий сніп пшениці. В першій частині ромба — золотий лук, супроводжуваний двома золотими зірками, в другій — золоті ворота з трьома баштами, супроводжувані двома золотими зірками.
Великий герб увінчаний п'ятибаштовою короною і обрамований гілками калини, оповитими синьо-жовтою стрічкою. Над короною — напис «Полтавщина».

## Пояснення символіки
- Лук зі стрілою та зірки — елементи які входили до гербів Полтави, Пирятина, вказують на історичну роль краю в обороні рідних земель, а також на м. Полтаву, як адміністративний центр області.
- Міські ворота з трьома баштами та флагштоками — елемент найстаршого із гербів, основний елемент герба м. Лохвиці вказує на міцність, могутність, недоторканість краю, козацькі традиції.
- Хвиля води — елементи гербів м. Горішні Плавні, Кременчука, символізує багатство водних просторів області.
- Козацький хрест — символ на історичних прапорах Полтавських полків, та елемент гербів міст Миргорода, Зінькова.
- Підкова — поширений елемент родових гербів України — символ щастя, добра, любові, злагоди.
- Серце — елемент герба гетьмана П.Полуботка, В.Кочубея, поширений елемент гербів України, символізує Полтавщину як серце України, її велич, духовність, землю що надала життя видатним діячам світового значення.
- Сніп — уособлює природне багатство, родючість земель, працьовитість її мешканців, національні традиції краю.
- Корона — могутність, стійкість, велич і слава.

Прийняті кольори:
- Малиновий — найбільш розповсюджений колір козацьких прапорів — могутність, хоробрість.
- Лазуровий — боротьба за свободу, надія.
- Золотий — сонце, світло, добробут, доброта, робота, гідність.

## Галерея

Герб Полтави першої половини XVII ст. (реконструкція)
Герб полку 1730-1782
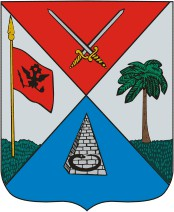
Герб губернії(1802-1878)
Герб губернії (1878-1918)